# Санта Марина (Катанија)
Санта Марина је насеље у Италији у округу Катанија, региону Сицилија.
Према процени из 2011. у насељу је живело 218 становника. Насеље се налази на надморској висини од 397 м.